# Österreichische Eishockey-Liga 2013-2014
La stagione 2013-2014 è stata la 84ª edizione del campionato austriaco di hockey su ghiaccio, l'11ª con la denominazione di Erste Bank Eishockey Liga (EBEL). La stagione è iniziata il 7 settembre 2013 con l'incontro fra Dornbirn e Villach, mentre si è conclusa il 13 aprile 2014.
Il titolo della EBEL è stato vinto dall'Hockey Club Bolzano, capace di sconfiggere nella serie finale il Red Bull Salisburgo per 3-2. Per la prima volta il trofeo è andato a una formazione non austriaca, mentre il Red Bull Salisburgo in quanto formazione austriaca meglio classificata ha vinto il titolo di Campione d'Austria.

## Squadre
Nell'aprile del 2013 la formazione croata del Medveščak Zagabria, che per quattro stagioni aveva militato nella EBEL, si iscrisse ufficialmente alla Kontinental Hockey League. L'8 luglio 2013 l'Hockey Club Bolzano, squadra della Serie A italiana, dopo aver ricevuto il via libera dalla FISG fu ammesso come nuova squadra della EBEL a partire dalla stagione 2013-2014 al posto del Zagabria.

| Squadre in EBEL nella stagione 2013-2014 | Squadre in EBEL nella stagione 2013-2014 | Squadre in EBEL nella stagione 2013-2014 | Squadre in EBEL nella stagione 2013-2014 | Squadre in EBEL nella stagione 2013-2014 |
| Club                                     | Città                                    | Arena                                    | Capacità                                 |                                          |
| ---------------------------------------- | ---------------------------------------- | ---------------------------------------- | ---------------------------------------- | ---------------------------------------- |
| Fehérvár AV19                            | Székesfehérvár                           | Ifjabb Ocskay Gábor Jégcsarnok           | 3.500                                    |                                          |
| Black Wings Linz                         | Linz                                     | KeineSorgenEisarena                      | 3.800                                    |                                          |
| Bolzano                                  | Bolzano                                  | Palaonda                                 | 7.200                                    |                                          |
| Dornbirn                                 | Dornbirn                                 | Messestadion Dornbirn                    | 4.270                                    |                                          |
| Graz 99ers                               | Graz                                     | Eisstadion Liebenau                      | 4.050                                    |                                          |
| Innsbruck                                | Innsbruck                                | Tiroler Wasserkraft Arena                | 3.200                                    |                                          |
| KAC                                      | Klagenfurt                               | Stadthalle Klagenfurt                    | 5.088                                    |                                          |
| Olimpija Lubiana                         | Lubiana                                  | Hala Tivoli                              | 5.000                                    |                                          |
| Orli Znojmo                              | Znojmo                                   | Hostan aréna Znojmo                      | 5.500                                    |                                          |
| Red Bull Salisburgo                      | Salisburgo                               | Eisarena Salzburg                        | 3.500                                    |                                          |
| Vienna Capitals                          | Vienna                                   | Albert-Schultz-Halle                     | 7.022                                    |                                          |
| Villacher SV                             | Villach                                  | Stadthalle Villach                       | 4.500                                    |                                          |

## Formula

### Calendario
Il calendario della EBEL prevede una prima fase con doppio turno di andata e ritorno, per un totale di 44 giornate. A differenza delle stagioni precedenti nel mese di febbraio il campionato fu interrotto per lasciare spazio alle nazionali austriaca e slovena impegnate nel torneo olimpico di Soči 2014. Al termine della prima fase le prime sei classificate presero parte al Pick Round, un doppio turno di andata e ritorno con 10 partite da giocare per stabilire la graduatoria nei play-off. Le altre sei squadre disputarono invece il Qualification Round, anch'esso da 10 partite, valido per gli ultimi due posti nei play-off.
Prima dei play-off le prime tre qualificate poterono scegliere l'avversaria per il primo turno. Nei play-off i quarti di finale furono al meglio delle sette gare, mentre le semifinali e la finale al meglio delle cinque. Ciò fu fatto sia a causa delle Olimpiadi ma anche per l'inizio del Campionato di Prima Divisione 2014.

### Champions Hockey League
La Österreichische Eishockey-Liga fu uno fra i campionati coinvolti nella rinascita della Champions Hockey League dopo l'unica edizione risalente alla stagione 2008-09. Alla EBEL furono riservati quattro posti, due dei quali occupati da formazioni fondatrici, il Red Bull Salisburgo e i Vienna Capitals. Dopo alcuni cambiamenti regolamentari fu deciso che gli altri due posti sarebbero stati assegnati in base ai risultati dei play-off e del Pick Round, non più in base alla graduatoria della stagione regolare.

## Stagione regolare

### Prima fase
|  | Pos. | Squadra             | Pt | G  | V  | P  | OTL | GF  | GS  | DR  |
|  | ---- | ------------------- | -- | -- | -- | -- | --- | --- | --- | --- |
|  | 1.   | Vienna Capitals     | 62 | 44 | 30 | 12 | 2   | 160 | 103 | +57 |
|  | 2.   | Black Wings Linz    | 62 | 44 | 30 | 12 | 2   | 160 | 119 | +41 |
|  | 3.   | Red Bull Salisburgo | 61 | 44 | 29 | 12 | 3   | 152 | 107 | +45 |
|  | 4.   | Bolzano             | 57 | 44 | 25 | 12 | 7   | 135 | 126 | +9  |
|  | 5.   | Orli Znojmo         | 56 | 44 | 25 | 13 | 6   | 144 | 122 | +22 |
|  | 6.   | Villacher SV        | 54 | 44 | 26 | 16 | 2   | 164 | 139 | +25 |
|  | 7.   | KAC                 | 48 | 44 | 22 | 18 | 4   | 119 | 130 | -11 |
|  | 8.   | Dornbirn            | 46 | 44 | 21 | 19 | 4   | 144 | 151 | -7  |
|  | 9.   | Graz 99ers          | 45 | 44 | 19 | 18 | 7   | 110 | 127 | -17 |
|  | 10.  | Fehérvár AV19       | 43 | 44 | 18 | 19 | 7   | 119 | 147 | -28 |
|  | 11.  | Innsbruck           | 24 | 44 | 10 | 30 | 4   | 106 | 181 | -75 |
|  | 12.  | Olimpija Lubiana    | 21 | 44 | 9  | 32 | 3   | 98  | 159 | -61 |

Legenda:

      Ammesse al Pick Round
      Ammesse al Qualification Round
Note:

Due punti a vittoria, vittoria dopo overtime o rigori; un punto a sconfitta dopo overtime o rigori; zero a sconfitta.

### Seconda fase
Nei due gruppi vengono assegnati dei punti bonus alle prime quattro squadre in ordine decrescente in base alla posizione di classifica ottenuta al termine della stagione regolare (4, 3, 2 e 1), mentre i punti e le reti ottenuti in stagione regolare vengono azzerati.

#### Pick Round
| Pos. | Squadra             | Pt | G  | V | P | OTL | GF | GS | DR  |
| ---- | ------------------- | -- | -- | - | - | --- | -- | -- | --- |
| 1.   | Red Bull Salisburgo | 19 | 10 | 8 | 1 | 1   | 36 | 18 | +18 |
| 2.   | Bolzano             | 14 | 10 | 6 | 3 | 1   | 27 | 22 | +5  |
| 3.   | Vienna Capitals     | 13 | 10 | 4 | 5 | 1   | 23 | 32 | -9  |
| 4.   | Orli Znojmo         | 12 | 10 | 5 | 3 | 2   | 32 | 26 | +6  |
| 5.   | Villacher SV        | 10 | 10 | 4 | 4 | 2   | 31 | 35 | -4  |
| 6.   | Black Wings Linz    | 9  | 10 | 3 | 7 | 0   | 18 | 34 | -16 |

Note:

Due punti a vittoria, vittoria dopo overtime o rigori; un punto a sconfitta dopo overtime o rigori; zero a sconfitta.

#### Qualification Round
| Pos. | Squadra          | Pt | G  | V | P | OTL | GF | GS | DR  |
| ---- | ---------------- | -- | -- | - | - | --- | -- | -- | --- |
| 7.   | Fehérvár AV19    | 17 | 10 | 8 | 2 | 0   | 32 | 21 | +11 |
| 8.   | Dornbirn         | 15 | 10 | 6 | 4 | 0   | 33 | 27 | +6  |
| 9.   | KAC              | 15 | 10 | 5 | 4 | 1   | 33 | 22 | +11 |
| 10.  | Graz 99ers       | 13 | 10 | 5 | 4 | 1   | 34 | 32 | +2  |
| 11.  | Olimpija Lubiana | 8  | 10 | 4 | 6 | 0   | 30 | 37 | -7  |
| 12.  | Innsbruck        | 5  | 10 | 2 | 7 | 1   | 19 | 42 | -23 |

Legenda:

      Qualificate ai Play-off
Note:

Due punti a vittoria, vittoria dopo overtime o rigori; un punto a sconfitta dopo overtime o rigori; zero a sconfitta.

## Playoff

### Tabellone
|  | Quarti di finale | Quarti di finale    | Quarti di finale |         |                 | Semifinali          | Semifinali | Semifinali |  |  | Finale | Finale              | Finale |
|  |                  |                     |                  |         |                 |                     |            |            |  |  |        |                     |        |
|  | 1                | Red Bull Salisburgo | 4                |         |                 |                     |            |            |  |  |        |                     |        |
|  | 8                | Dornbirn            | 2                |         |                 |                     |            |            |  |  |        |                     |        |
|  | 8                | Dornbirn            | 2                |         | 1               | Red Bull Salisburgo | 3          |            |  |  |        |                     |        |
|  |                  |                     |                  |         | 1               | Red Bull Salisburgo | 3          |            |  |  |        |                     |        |
|  |                  | 6                   | Black Wings Linz | 0       |                 |                     |            |            |  |  |        |                     |        |
|  | 4                | 6                   | Black Wings Linz | 0       | Orli Znojmo     | 1                   |            |            |  |  |        |                     |        |
|  | 4                |                     |                  |         | Orli Znojmo     | 1                   |            |            |  |  |        |                     |        |
|  | 6                | Black Wings Linz    | 4                |         |                 |                     |            |            |  |  |        |                     |        |
|  |                  |                     |                  |         |                 |                     |            |            |  |  | 1      | Red Bull Salisburgo | 2      |
|  |                  |                     | 2                | Bolzano | 3               |                     |            |            |  |  |        |                     |        |
|  | 2                | Bolzano             | 4                |         |                 |                     |            |            |  |  |        |                     |        |
|  | 7                | Alba Volan          | 0                |         |                 |                     |            |            |  |  |        |                     |        |
|  | 7                | Alba Volan          | 0                |         | 2               | Bolzano             | 3          |            |  |  |        |                     |        |
|  |                  |                     |                  |         | 2               | Bolzano             | 3          |            |  |  |        |                     |        |
|  |                  | 5                   | Villach          | 1       |                 |                     |            |            |  |  |        |                     |        |
|  | 3                | 5                   | Villach          | 1       | Vienna Capitals | 1                   |            |            |  |  |        |                     |        |
|  | 3                |                     |                  |         | Vienna Capitals | 1                   |            |            |  |  |        |                     |        |
|  | 5                | Villach             | 4                |         |                 |                     |            |            |  |  |        |                     |        |

### Quarti di finale
| Squadra 1           | Totale | Squadra 2        | Gara 1    | Gara 2    | Gara 3    | Gara 4 | Gara 5 | Gara 6 | Gara 7 |
| ------------------- | ------ | ---------------- | --------- | --------- | --------- | ------ | ------ | ------ | ------ |
| Red Bull Salisburgo | 4 - 2  | Dornbirn         | 2 - 3 dts | 4 - 5     | 4 - 3 dts | 4 - 2  | 6 - 3  | 4 - 2  |        |
| Bolzano             | 4 - 0  | Fehérvár AV19    | 3 - 2 dts | 4 - 2     | 3 - 0     | 4 - 3  |        |        |        |
| Vienna Capitals     | 1 - 4  | Villacher SV     | 4 - 2     | 2 - 5     | 2 - 4     | 3 - 7  | 2 - 4  |        |        |
| Orli Znojmo         | 1 - 4  | Black Wings Linz | 4 - 3 dts | 5 - 6 dts | 3 - 4     | 2 - 3  | 1 - 7  |        |        |

### Semifinali
| Squadra 1           | Totale | Squadra 2        | Gara 1 | Gara 2    | Gara 3 | Gara 4 | Gara 5 |
| ------------------- | ------ | ---------------- | ------ | --------- | ------ | ------ | ------ |
| Red Bull Salisburgo | 3 - 0  | Black Wings Linz | 4 - 2  | 3 - 2     | 3 - 0  |        |        |
| Bolzano             | 3 - 1  | Villacher SV     | 2 - 1  | 4 - 3 dts | 1 - 5  | 5 - 3  |        |

### Finale
| Arbitro: | Peter Gebei |

|                                        |           | |
| T. Raffl (K. Komarek, J. Motzko) 36:46 | Marcatori | 17:36 R. Schofield (J. Esposito, M. Insam) 26:27 K. Strömberg (M. Santorelli) 32:43 D. Laliberté (T. Whitfield, H. Oberdörfer) 39:18 D. Laliberté (T. Whitfield, D. Nicoletti) 50:28 M. Sharp (K. Strömberg, M. Santorelli 55:04 D. Laliberté (Ž. Pance, T. Whitfield) |

| Arbitro: | Igor Dremelj |

| |           |                                                                    |
| Ž. Pance (D. Laliberté, J. Charlebois) 12:54 M. Insam (R. Schofield, A. Egger) 54:09 M. Sharp (A. Egger, K. Strömberg) 56:24 T. Whitfield (A. Egger, Ž. Pance) 58:21 | Marcatori | 46:22 T. Milam (T. Raffl) 50:34 T. Raffl (M. Trattnig, K. Komarek) |

| Arbitro: | Ladislav Smetana |

| |           |                                                                      |
| A. Nödl (F. Hofer, M. Trattnig) 04:27 T. Raffl (M. Latusa, M. Boivin) 31:06 A. Kristler (D. Meckler, B. Fahey) 35:57 E. Brophey (M. Latusa, K. Komarek) 54:24 G. Roe (B. Fahey) 55:10 M. Boivin (G. Roe) 57:29 F. Mühlstein 58:00 | Marcatori | 23:29 M. Sharp (A. Egger) 34:10 M. Insam (R. Schofield, J. Esposito) |

| Arbitro: | Peter Gebei |

| |           | |
| K. Strömberg (S. Piché) 18:33 M. Gander (A. Egger, A. Bernard) 27:20 K. Strömberg (A. Egger, M. Santorelli) 52:57 | Marcatori | 10:27 D. Heinrich (J. Motzko, K. Komarek) 12:05 T. Raffl (M. Boivin) 34:50 K. Komarek (J. Motzko, D. Heinrich) 55:47 G. Roe (A. Kristler, D. Meckler) 59:38 M. Trattnig (M. Cullen) |

| Arbitro: | Ladislav Smetana |

|                                                                        |           | |
| D. Meckler (B. Fahey, T. Milam) 10:29 B. Fahey (G. Roe, A. Nödl) 28:57 | Marcatori | 26:27 S. Piché (M. Santorelli, K. Strömberg) 34:26 M. Sharp (M. Santorelli, S. Piché) 71:27 Ž. Pance (D. Laliberté) |

## Verdetti
- Campione della EBEL: Hockey Club Bolzano (1º titolo)

| Campioni EBEL 2013-2014 HC Bolzano | Portieri: Günther Hell, Jaroslav Hübl Difensori: Joe Charlebois, Alexander Egger, Enrico Miglioranzi, Davide Nicoletti, Hannes Oberdörfer, Sébastien Piché, Matt Tomassoni Attaccanti: Mathieu Beaudoin, Anton Bernard, John Esposito, Angelo Esposito, Daniel Frank, Markus Gander, Marco Insam, David Laliberté, Žiga Pance, Mark Santorelli, Rick Schofield, MacGregor Sharp, Kim Strömberg, Trent Whitfield, Peter Wunderer, Stefan Zisser Staff Tecnico: Tom Pokel (Allenatore) |

- Campione d'Austria: Red Bull Salisburgo
- Qualificate per la Champions Hockey League 2014-2015: HC Bolzano, Red Bull Salisburgo, Villacher SV, Vienna Capitals